# Кучковская, Дорота
Доро́та Кучко́вская (пол. Dorota Kuczkowska; 21 июля 1979, Варшава) — польская гребчиха-байдарочница, выступала за сборную Польши на всём протяжении 2000-х годов. Участница летних Олимпийских игр в Пекине, серебряный и бронзовый призёр чемпионатов мира, серебряный и бронзовый призёр чемпионатов Европы, победительница многих регат национального и международного значения.

## Биография
Дорота Кучковская родилась 21 июля 1979 года в Варшаве. Активно заниматься греблей начала с раннего детства, проходила подготовку в столичном спортивном клубе «Спойния».
Первого серьёзного успеха на взрослом международном уровне добилась в 2001 году, когда попала в основной состав польской национальной сборной и побывала на чемпионате Европы в Милане, откуда привезла награду бронзового достоинства, выигранную в зачёте четырёхместных байдарок на дистанции 200 метров. Позже выступила на домашнем чемпионате мира в Познани, где стала бронзовым и серебряным призёром в четвёрках на двухстах и тысяче метрах соответственно. Год спустя на европейском первенстве в Сегеде получила бронзу среди байдарок-четвёрок на дистанции 1000 метров, ещё через два года на аналогичных соревнованиях в Познани добавила в послужной список серебряную медаль, полученную в двойках на километре.
На чемпионате Европы в 2007 года в испанской Понтеведре Кучковская выиграла бронзу в полукилометровой гонке двоек, в то время как на мировом первенстве в немецком Дуйсбурге стала бронзовой призёркой среди двоек на двухстах метрах. В следующем сезоне на европейском первенстве в Милане взяла бронзу в одиночках на двухстах метрах. Благодаря череде удачных выступлений удостоилась права защищать честь страны на летних Олимпийских играх 2008 года в Пекине — в программе четвёрок на пятистах метрах дошла до финала и показала в решающем заезде четвёртый результат, немного не дотянув до призовых позиций. Вскоре по окончании этих соревнований приняла решение завершить карьеру профессиональной спортсменки, уступив место в сборной молодым польским гребчихам.